# Deym (Adelsgeschlecht)

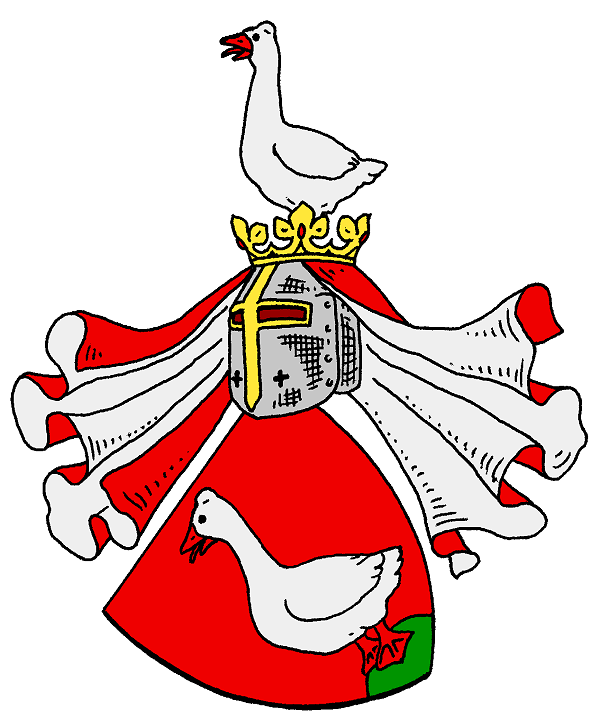
Wappen der Familie Deym

Deym („stummes Y“) (tschechisch Deymové ze Stříteže), ist der Name eines alten, ursprünglich böhmischen Adelsgeschlechts. Die Familie, deren Zweige zum Teil bis heute bestehen, gehört zum südböhmischen Uradel.

## Geschichte

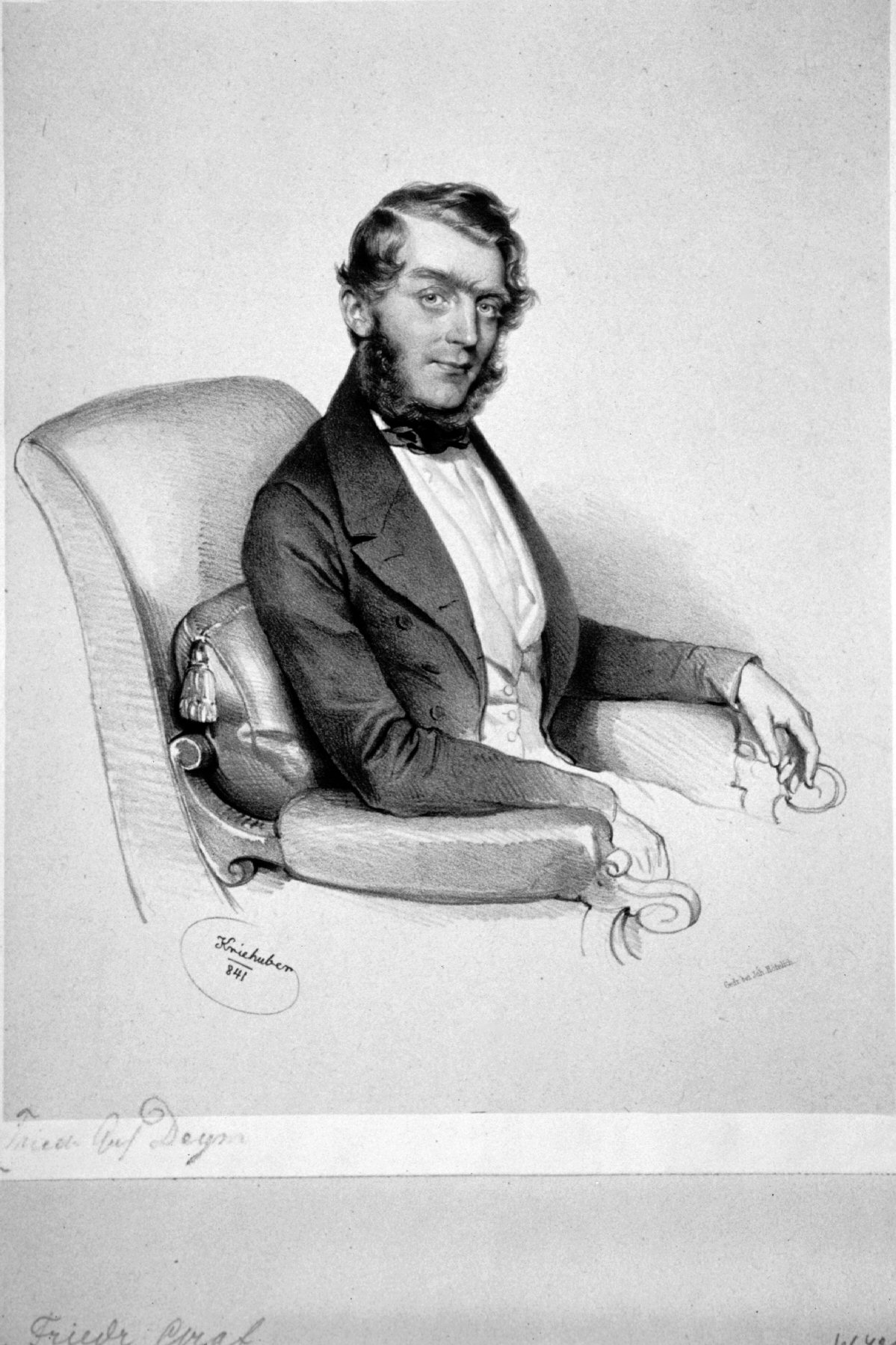
Friedrich von Deym
(* 1801; † 1853)

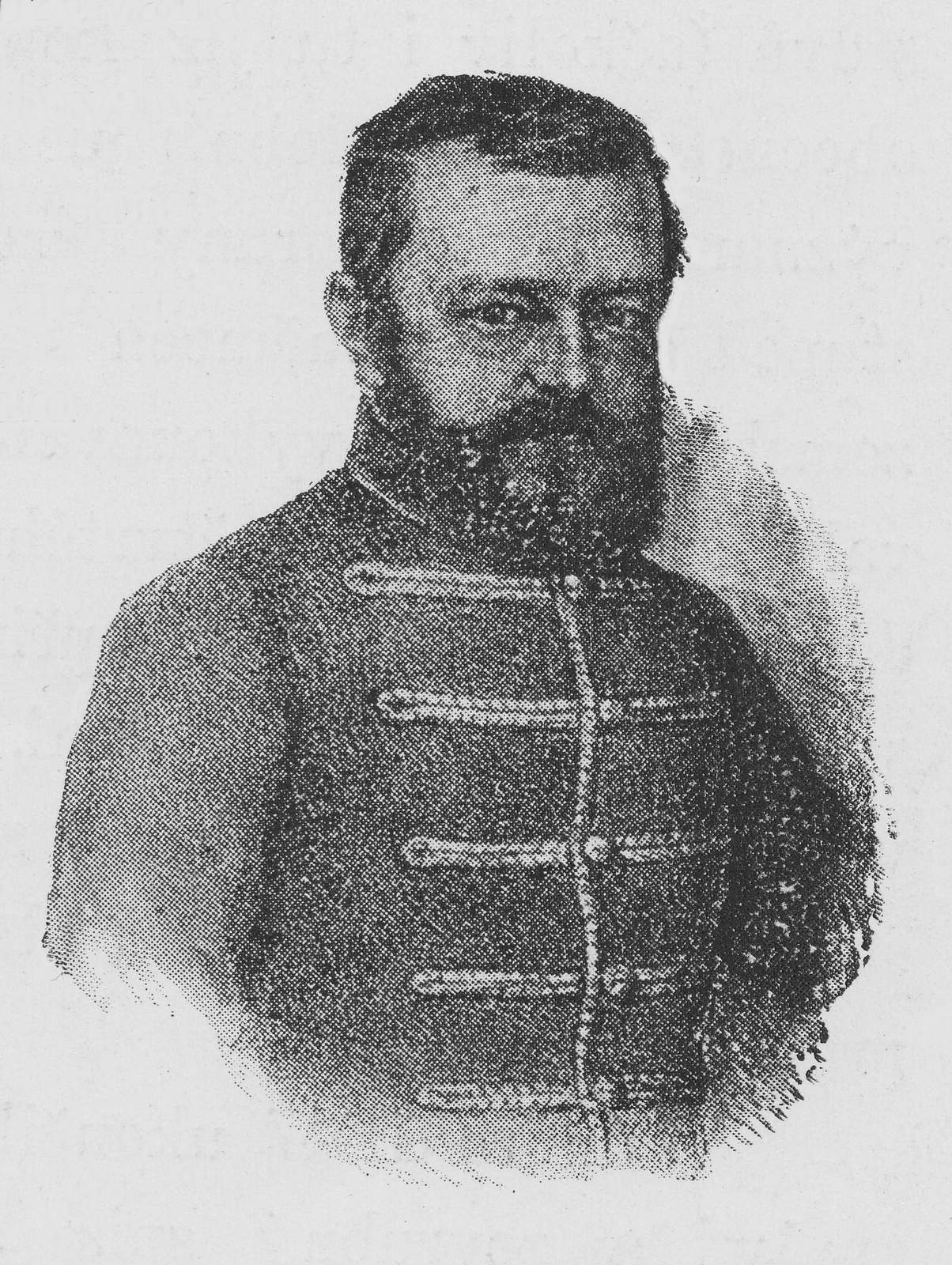
Vlastimil Deym ze Stříteže
(* 1812; † 1863)

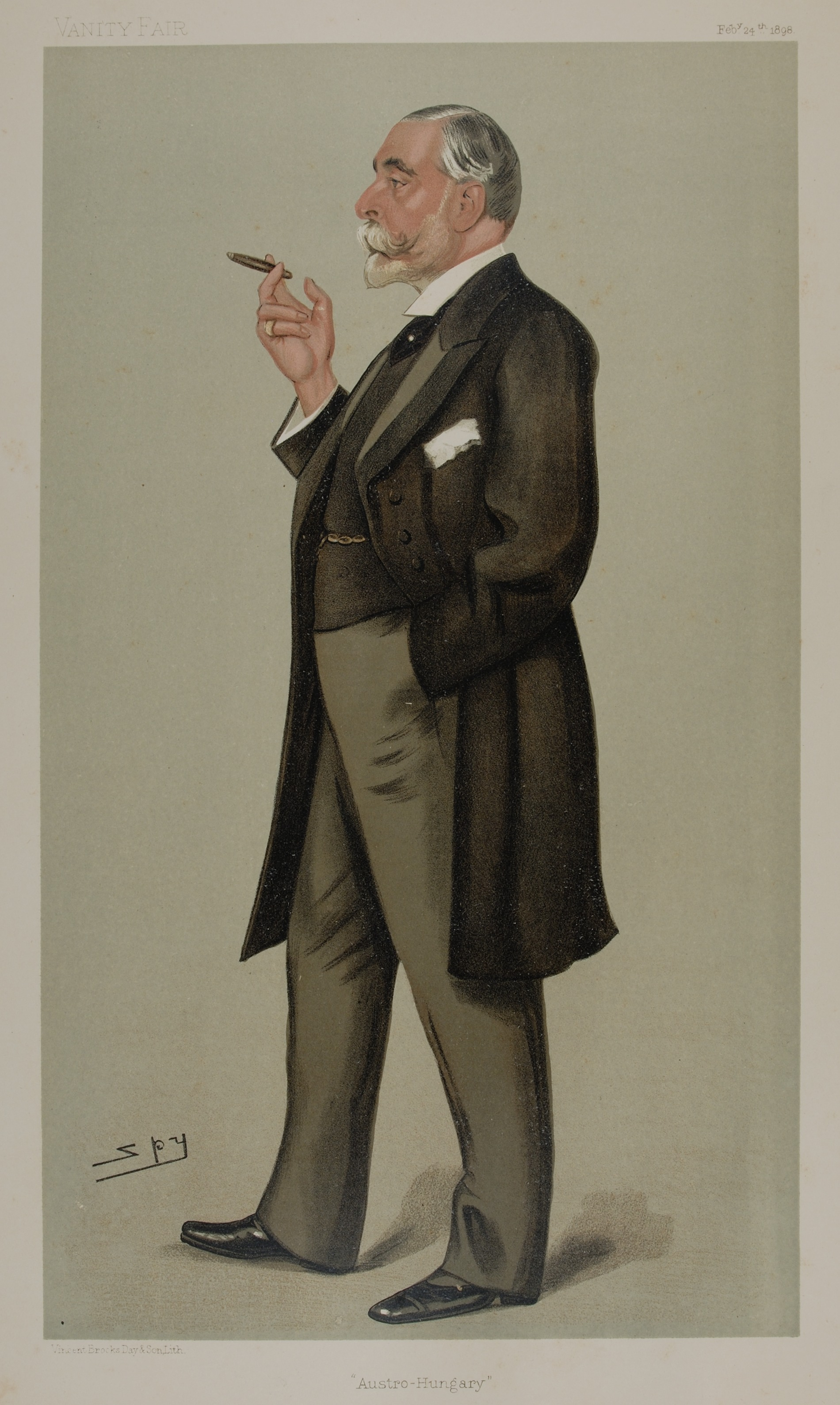
Franz Deym
(* 1838; † 1903)

### Herkunft
Erstmals urkundlich erwähnt wird das Geschlecht im Jahre 1385 mit Ulricus dictus Dym de Dobrzemilic. Auch ein 1280 als Zeuge genannter Ritter Bohunko de Strzieteie wird mit dem Geschlecht in Zusammenhang gebracht. Zur Entstehung des Familiennamens gibt es folgende Legende, ein Fürst, der sich in einem tiefen Wald verirrte, sah aus der Ferne Rauch aufsteigen. Er ging in dessen Richtung und traf dort einen Köhler, der Holz zu Kohle verschwelte. Dieser lud den Fürsten ein und bot ihm Speise und Trank an. Nachdem der Fürst sich ausgeruht hatte, fragte er den Köhler warum er so viele Gänse um seine Hütte herum hält. Sein Gastgeber erklärte ihm, dass Gänse gute Wächter sind, sogar noch bessere als Hunde. Der Fürst war dem Köhler dankbar, lud ihn später auf sein Schloss ein und gab ihm als Zeichen seiner Dankbarkeit den Namen „Dym“, welcher auf Tschechisch Rauch bedeutet, und verlieh ihm die Gans in seinem Wappen. 1415 waren Mrakeš und Beneš (Deym) ze Stříteže unter den 452 Edelmännern, die mit einer Protestschrift gegen die Behandlung von Jan Hus bei dem Konzil von Konstanz Einspruch erhoben. Die ununterbrochene Stammreihe der Familie beginnt mit Johann Deym von Střítež, der ab 1459 urkundlich erscheint.
Střítež (auch Stritetz), der Stammsitz der Familie, gehörte zur Bezirkshauptmannschaft Mühlhausen und ist heute ein Ortsteil von Vlksice im Okres Písek in der Tschechischen Republik. Das Stammhaus übernahm der 1385 auftretende Ulrich als Sohn und Erbe von Bohunko de Střítež. Es war noch 1496 in Familienbesitz.

### Ausbreitung und Persönlichkeiten
Die ursprünglich zu den Wladiken und später zu den Rittern gehörende Familie konnte sich während des 17. Jahrhunderts in ganz Böhmen ausbreiten und wurde 1708 in den Freiherrenstand und 1730 in den Grafenstand erhoben. Wenzel Ignaz Deym Freiherr von Střítež besaß 13 Güter im Königreich Böhmen. Aus seiner Ehe mit Maria Rosa Freiin von Vernier stammen 16 Kinder, von denen drei Söhne den Stamm fortsetzten. Sie waren die Begründer der drei Linien der Familie.
Adauet Wilhelm Graf Deym von Střítež (* 1699; † 1761), der Stifter der ersten Linie, heiratete Maria Rosalia Freiin Woracziczky von Pabienitz. Diese Linie wurde Anfang des 19. Jahrhunderts in Bayern sesshaft. Aus der Linie kam unter anderem der königlich bayerische Generalmajor und Kreiskommandant der Landwehr von Niederbayern Joseph Johann Nepomuk Wenzel Graf von Deym (* 1788; † 1844). Er heiratete 1812 Josepha Gräfin von Königsfeld († 1844). Das Paar hatte neben drei Töchtern drei Söhne. Sohn Otto Deym Graf von Střítež (* 1815), königlich bayerischer Leutnant À la suite, heiratete 1840 Emma Freiin von Berchem und hinterließ zwei Söhne und Töchter. Seine Brüder, die Grafen Arnulf (* 1817; † 1882) und Hugo (* 1818), wurden ebenfalls Offiziere in der bayerischen Armee.
Die zweite, von Anton Joseph Deym Graf von Střítež (* 1700; † 1727) begründete Linie besaß in Böhmen im altböhmischen Kreis Bidschow die Allodialherrschaft Arnau mit dem Gut Ober- und Untertschermna. Aus dieser Linie kam Franz Deym Graf von Střítež († 1832), kaiserlicher Kämmerer und Major. Er heiratete Gabriele Gräfin von Schaffgotsch. Ihr Sohn Graf Franz de Paula (* 1804) wurde kaiserlicher Kämmerer und Feldmarschallleutnant. Aus seiner 1836 geschlossenen Ehe mit Ludmilla Gräfin Waldstein-Wartenberg († 1847) entstammten die beiden Söhne Franz Deym von Střítež, der österreichischer Diplomat wurde, und Ferdinand.
Der Begründer der dritten Linie war Bernhard Wenzel Carl Deym Graf von Střítež (* 1704). Die Linie besaß in Böhmen unter anderem die Herrschaften Lieblitz mit den Gütern Bossin, Schemanswitz und Nemisch. Aus dieser Linie kam Graf Joseph Deym von Střítež (* 1752; † 1804). Er führte zeitweise, nach einer Duellaffäre, den bürgerlichen Namen Müller. Künstlerisch begabt, machte er sich mit der Herstellung von Wachsporträts einen Namen, unter anderem fertigte er Mozarts Totenmaske an. Er reiste nach Neapel, wo ihm, mit Unterstützung von Königin Karoline, gestattet wurde, Wachsabgüsse von den bedeutendsten antiken Statuen und Büsten anzufertigen. Diese stellte er in Wien in einem Kunstmuseum auf, das regen Zulauf fand. Joseph starb 1804. Er war seit 1799 mit Josephine Brunsvik, einer Schwester Theresia Brunswik von Korompas, verheiratet und hinterließ vier Kinder. Ein guter Freund der Familie war Ludwig van Beethoven, der sowohl seiner Frau als auch seinen Töchtern Klavierunterricht gab. Josephs Sohn Friedrich Deym Graf von Střítež (* 1801; † 1858) wurde kaiserlicher Kämmerer. Er war ab 1838 im Böhmischen Landtag aktiv und wurde in den 1840er Jahren Führer der ständischen Opposition. Noch kurz vor Ausbruch der Märzrevolution befürwortete er eine Reform des Landtages und Gemeindefreiheit. Seine Ideen publizierte er in drei Denkschriften darunter Was soll in Österreich geschehen?. Friedrich heiratete in erster Ehe Catharina Vicomtesse de Casteras († 1825) und in zweiter Ehe 1829 Caroline Gräfin von Buquoy. Aus letzter Ehe kamen sieben Töchter und vier Söhne.
Von den heute lebenden Mitgliedern der Familie ist Moritz Graf von Deym der Inhaber der Graf von Deym’sche Schloßbrauerei Arnstorf und als Sohn von Joseph Graf von Deym († 2022) seit dessen Tod Familienoberhaupt. Joseph Graf von Deym war Präsident des Bundesverbandes der Privaten Brauereien Deutschlands und erhielt 1995 den Bayerischen Bierorden.

### Standeserhebungen
Die Brüder Wenzel und Přibik Deym von Střítež erhielten am 20. Oktober 1708 zu Wien den böhmischen alten Herrenstand als Deym Freiherr von Střítež. Erstgenannter Wenzel Deym Freiherr von Střítež wurde am 10. Juli 1730 zu Wien als Deym Graf von Střítež in den böhmischen Grafenstand erhoben.
Joseph Graf von Deym, Freiherr von Střítež, königlich bayerischer Kämmerer und Oberstleutnant, wurde am 25. Januar 1813 bei der Grafenklasse der Adelsmatrikel im Königreich Bayern eingetragen.

## Wappen

### Stammwappen
Das Stammwappen zeigt in rotem Schilde auf grünem Hügel eine rotbewehrte silberne Gans mit Federkuppe auf dem Kopf. Auf dem Helm mit rot-silbernen Helmdecken die Gans ohne den Hügel.

### Gräfliches Wappen
Das gräfliche Wappen von 1730 zeigt das Stammwappen, zusätzlich als Schildhalter zwei silberne Windhunde.

## Namensträger
- Franz Deym von Střítež (* 1838; † 1903), österreichischer Diplomat
- Friedrich von Deym (* 1801; † 1853), böhmischer Großgrundbesitzer und Abgeordneter der Frankfurter Nationalversammlung
- Joseph Graf von Deym Freiherr von Střítež, alias Joseph Müller, (* 1752; † 1804), böhmischer Standesherr, Kunst- und Musikmäzen sowie Wachsbildner
- Vlastimil Vojtěch Deym ze Stříteže (* 1812; † 1863), böhmischer Politiker